# Zelterweg (Weimar)

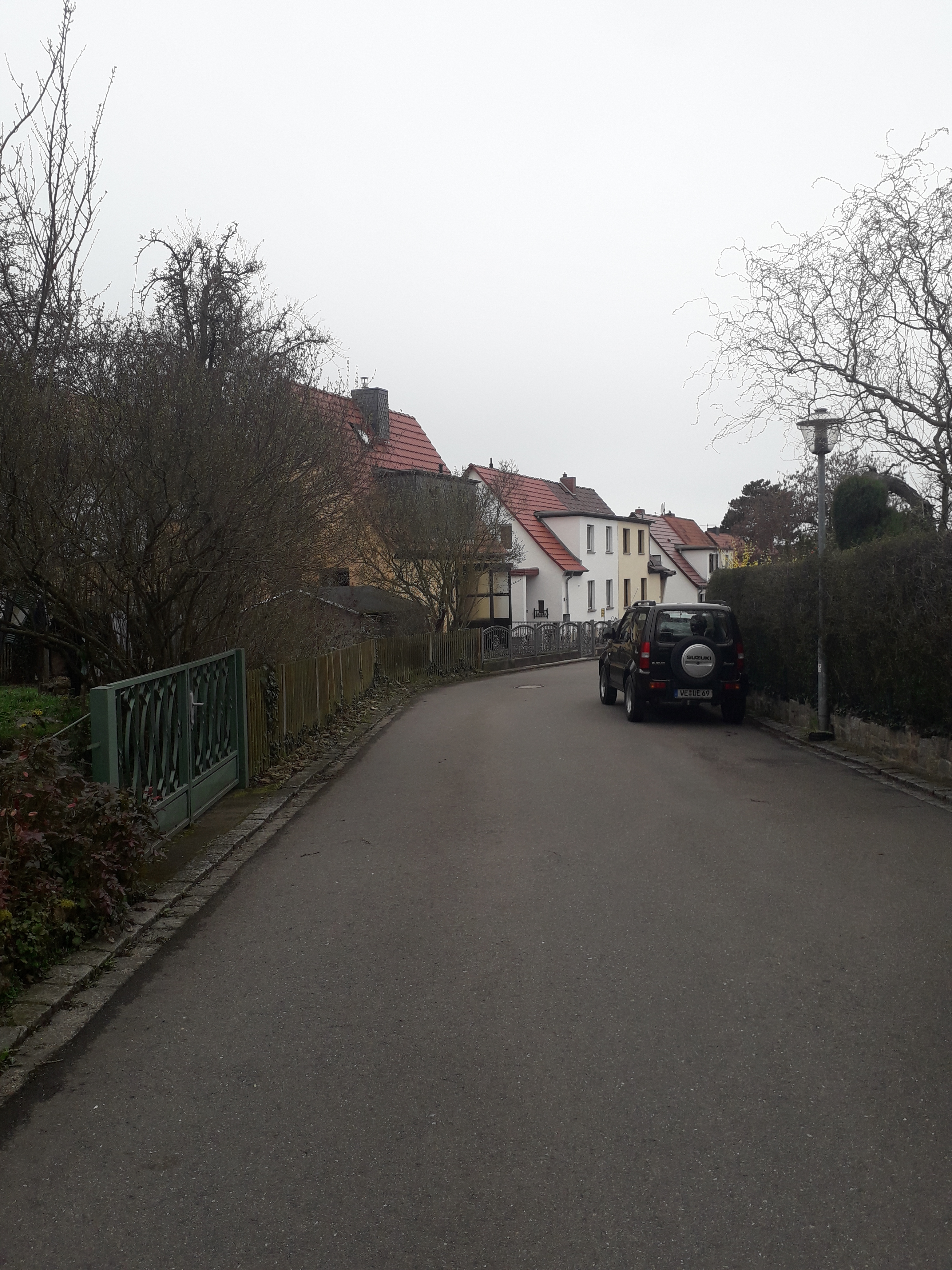
Zelterweg in Weimar

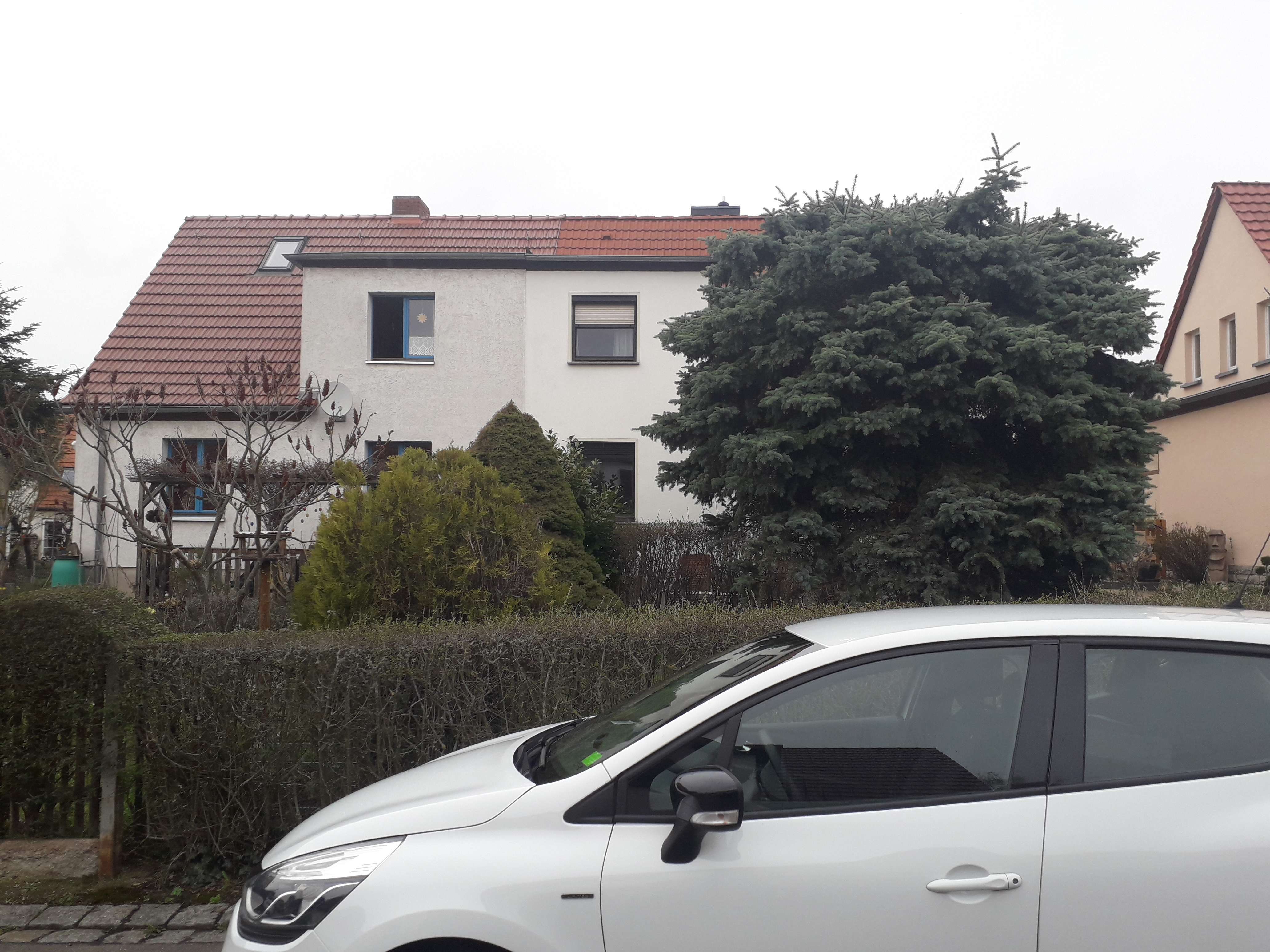
Zelterweg 5 in Weimar

Im Bereich der Großmutterleite oder Gartenstadtsiedlung in der Parkvorstadt von Weimar gibt es einen kurzen Anliegerstraßenzug zwischen der Großmutterleite und der Webichtallee. Er liegt im Postleitzahlenbereich 99425. Der Zelterweg liegt parallel zur Jenaer Straße. Der Straßenzug erhielt am 15. September 1933 seinen Namen.
Der Zelterweg steht auf der Liste der Kulturdenkmale in Weimar (Sachgesamtheiten und Ensembles). Er steht unter Denkmalschutz wegen der NS-Architektur. Es wurde sich an den Gebäuden an der Formensprache des Art déco orientiert. Das trifft für die gesamte Gartenstadtsiedlung zu.
Anton Orel war einem Bühnenmagazin von 1944 am Zelterweg 5 wohnhaft, zumindest zeitweise. Einem Theaterzettel folgend handelt es sich nicht um den österreichischen Publizisten Soziologen Anton Orel, sondern um einen Bühnendarsteller namens Anton Orel, der 1943 anlässlich des 60. Todestages des Komponisten Richard Wagner in dem Opernzyklus Der Ring des Nibelungen auf der Weimarer Theaterbühne stand. Er hatte da die Rolle des Riesen Fasolt. Einen weiteren Theaterzettel folgend hatte er im Parsifal die Rolle des Titurel. Orel war von 1942 bis 1945 für Wagner-Rollen in Weimar engagiert. Er sang allerdings nicht nur Rollen in Wagner-Opern in Weimar.
Der gesamte Zelterweg steht unter Denkmalschutz.